# Oliver Sturm (Fußballspieler)
Oliver Sturm (* 20. März 1971) ist ein ehemaliger deutscher Fußballspieler.

## Karriere
Oliver Sturm kam 1989 von der Jugend VfL Benrath zur Jugendabteilung von Fortuna Düsseldorf. 1991 wechselte Sturm zum FC Remscheid und gab dort sein Debüt in der 2. Bundesliga. Nachdem Sturm in seiner zweiten Saison bei Remscheid abgestiegen war, wechselte er zu Beginn der Spielzeit 1993/94 zu den Stuttgarter Kickers, mit denen er ebenfalls in die Regionalliga abstieg. 1993 nahm Sturm mit der Bundeswehr-Nationalmannschaft an der Militär-Weltmeisterschaft in Marokko teil und belegte den dritten Rang. Allerdings blieb er nach dem Abstieg bei den Kickers und schaffte 1996 den Wiederaufstieg in die 2. Bundesliga. Jedoch spielte er nach diesem Erfolg keine Rolle mehr bei den Kickers und wirkte nur bei den Amateuren der Kickers mit. Dies hatte einen weiteren Wechsel zurück nach Nordrhein-Westfalen zum SC Verl in die Regionalliga West/Südwest zur Folge. Doch bereits ein Jahr später verließ der Mittelfeldspieler den Club wieder und schloss sich dem VfR Mannheim an. Für die Mannheimer war Sturm bis 2002 aktiv, ehe er noch ein Jahr für den FC Rastatt 04 spielte und anschließend seine Laufbahn beendete.